# Mobo
Mobo es un municipio filipino de cuarta clase, perteneciente a la provincia de Masbate, en la región de Bicolandia.

## Geografía
El municipio se encuentra en la isla de Masbate.

## Historia
Hacia mediados del siglo XIX, el lugar, por entonces perteneciente a la comandancia de Masbate y Ticao, tenía contabilizada una población de 2312 habitantes, repartidos en 351 casas. Aparece descrito en el segundo volumen del Diccionario geográfico, estadístico, histórico de las Islas Filipinas (1851) de Manuel Buzeta Núñez y Felipe Bravo con las siguientes palabras:

MOBO: pueblo con cura y gobernadorcillo, en la isla de Masbate, comandancia militar de esta isla y la de Ticao, dióc. de Nueva-Cáceres; sit. en los 127° 17' 30" long., 12° 18' lat., á la orilla de un riach., ¼ leg. distante á la ensenada de su mismo nombre, en la costa. N. E. de la isla; tiene buena ventilacion y un clima templado y saludable. Hay unas 351 casas, la parroquial, la de comunidad, donde se halla la cárcel, una escuela de instruccion primaria y la igl. parr. que es de mediana fábrica y la sirve un cura secular. Comprende el term. la parte mas estrecha de la isla desde la ensenada de Uson hasta la referida de Mobo, y confina por N. O. con el térm. de Palanog, á 1 ½ leg., y por S. E. con el de Naro, á 5 id. El terreno es montuoso y muy fértil; riéganlo varios riach. que arrastran con sus aguas algunas partículas de oro y proporcionan á los naturales una ind. en recogerlas, asi como tambien estraen este mismo metal de una mina que hay de él al Mediodia del térm.; fabrican ademas algunas clases de telas, cortan las maderas, que abundan en los montes, recogen la miel y cera que hay en los mismos y cultivan las tierras, que les prod. arroz, maiz, trigo, cacao, caña dulce, algodon, abacá, legumbres y frutas. pobl. 2,312 alm., 461 ½ trib., que hacen 4,615 rs. plata, equivalentes á 11,537 ½ rs. vn.
(Buzeta y Bravo, 1851, p. 342)

En 2020, tenía censados 40 823 habitantes.